# وزارة الأشغال العامة والإسكان (فلسطين)
وزارة الأشغال العامة والإسكان الفلسطينية هي الوزارة المسؤولة عن تحقيق التنمية العمرانية المستدامة في قطاع الإسكان والبنية الأساسية في فلسطين، وهي الوزارة المسؤولة أيضا عن إعادة تأهيل وصيانة البنية التحتية القائمة سواء التي خلفها الاحتلال الإسرائيلي مدمرة على مدار سنوات احتلاله أوماخلفه من دمار جراء تكرار عمليات الاجتياحات، وتشييد الجديد منها.
تأسست وزارة الأشغال العامة والإسكان عام 1994 تحت اسم "وزارة الإسكان"، وكان أول وزير لها هو زكريا الآغا.

## روابط خارجية
- الموقع الرسمي لوزارة الأشغال العامة والإسكان الفلسطينية